# Crustumini

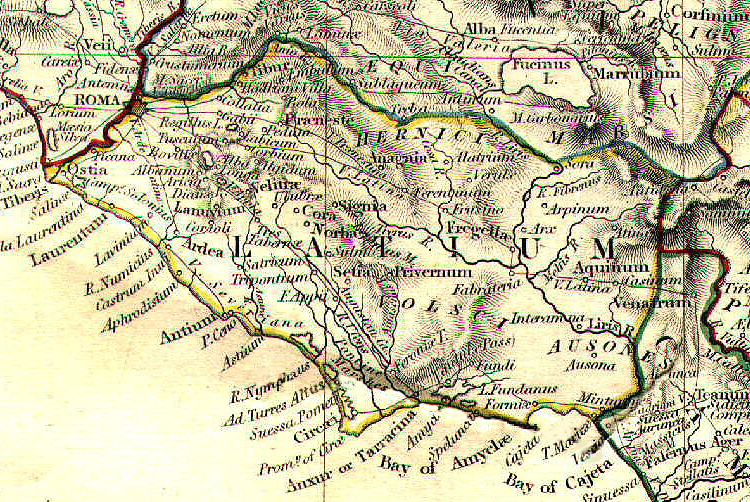
Il Latium vetus con le città di Caenina, Antemnae, Crustumerium, Medullia, Fidene e Veio, prime rivali della Roma di Romolo.

I Crustumini erano un popolo dell'Italia preromana stanziato nei pressi di Roma. 

## Storia
Il loro territorio era delimitato ad ovest dal fiume Tevere, al di là del quale si trovavano i Veienti. Erano considerati di stirpe latina e un solo autore li ritiene di origine sabina. La loro sede era la città di Crustumerium (o Crustumeria), posizionata a nord Fidenae, presso le sorgenti del fiume Allia sulla collina della Marcigliana Vecchia, che domina la via Salaria presso Settebagni. Crustumerium è inclusa da Plinio il Vecchio nella sua lista di città scomparse.
Furono assorbiti dai Romani, dopo la vittoria che Romolo, il primo re di Roma, ottenne nel 752-751 a.C. in seguito all'episodio detto ratto delle Sabine. La loro città fu presa d'assalto ed occupata. Portate a termine le operazioni militari, il nuovo re di Roma dispose che venissero inviati nei territori di nuova conquista alcuni coloni, i quali andarono a popolare soprattutto la città di Crustumerium, che, rispetto alle altre, possedeva terreni più fertili. Contemporaneamente molti membri delle comunità sottomesse, in particolar modo genitori e parenti delle donne rapite, vennero a stabilirsi nella nuova città di Roma.
La distruzione definitiva della città dovette avvenire alla metà del V secolo a.C., con il trasferimento della popolazione a Roma e la creazione della nuova tribù Crustumina.